# Бездротова сенсорна мережа
Бездротова сенсорна мережа (БСМ) — розподілена мережа, що самоорганізується та складається із безлічі датчиків (сенсорів) і виконуючих пристроїв, об'єднаних між собою за допомогою радіосигналу. Область покриття подібної мережі може становити від декількох метрів до декількох кілометрів за рахунок здатності ретрансляції повідомлень від одного елемента до іншого.

## Огляд основних стандартів
Із самого початку розвитку індустрії сенсорних мереж для об'єднання різнопланових пристроїв була необхідна технологія для об'єднання усіх пристроїв у єдину мережу на базі протоколу бездротового зв'язку, котра мала бути простою та дешевою у використанні, проте, у той же час, достатньо надійною для передачі даних на відстані, відповідні до розміру окремої будівлі.
Ще кілька років тому розробники могли вибирати лише між протоколом X10 та технологіями, які використовувалися у рішеннях окремих фірм. Пристрої на базі Х10 успішно використовувалися для дистанційного контролю освітлення та управління побутовими приладами. Проте, цей протокол має ряд недоліків, таких, як: низька швидкість, мала надійність передачі та слабкий захист від колізій. Це призвело до пошуку нових рішень в індустрії. Додатковим недоліком було з'єднання окремих приладів дротами.
До останнього часу не існувало бездротового стандарту, що відповідав специфічним потребам пристроїв, найважливішим параметром яких є довгострокове використання батарей та підтримка великої кількості пристроїв у мережі. їм необхідні не велика пропускна можливість, а низький рівень латентності та економічне енергоспоживання. Розробка різними фірмами спеціалізованих пристроїв на запатентованих стандартах призводить до проблем взаємодії та ускладненню переходу на нові технології.
Однак, після того як у травні 2003 року було випущено першу версію стандарту 802.15.4, у наступні два роки було створено одразу два консорціуми, котрі розробляли та використовували технології, засновані на цьому стандарті, та призвані впровадити ці технології в сферу автоматизації — Z-Wave Alliance і ZigBee Alliance.
Типовий Z-Wave Alliance чип містить:
- радіо трансивер;
- 32кб flash пам'яті, включно Z-Wave протокол та додатки;
- системні інтерфейси, включаючи цифрові та аналогові інтерфейси для приєднання зовнішніх пристроїв, таких як сенсори;
- 3DES ядро для забезпечення конфіденційності та аутентифікації;
- Триак контроллер, для зменшення вартості додатків, вмикаючих світло.

ZigBee Alliance. визначає три види пристроїв:
- мережевий координатор. У кожній мережі може бути лише один, знаходиться в корені мережевого дерева;
- FFD (Full Function Devices). Повнофункціональні пристрої, які можуть виконувати функції маршрутизаторів;
- RFD (Reduced Function Devices). Кінцеві пристрої, які не можуть бути маршрутизаторами.

## Класифікація бездротових сенсорних мереж
При класифікації сенсорних мереж виникають об'єктивні складнощі, пов'язані із дуже широким переліком завдань, вирішуваних подібними системами. Пропонується використовувати наступну модель 3-х факторної класифікації:
1. За потребами до оперативності передачі показань пристроїв апаратних та програмних датчиків:
  - миттєвої передачі: передача показників ініціюється одразу після моменту їх фіксації;
  - із низькою латентністю: передача показників відбувається із незначною затримкою у часі, яка складає одиниці або десятки секунд;
  - із високою латентністю: передача одиничних показань або груп вибірок відбувається зі значною затримкою у часі.
2. За типом організації живлення мережі:
  - стаціонарні: живлення всіх вузлів, незалежно від функціонального навантаження, здійснюється віз зовнішньої мережі живлення або від елементів живлення високої ємності;
  - напівстаціонарні: живлення вузлів, які піддаються найбільшому мережевому навантаженню, здійснюється від зовнішньої мережі живлення або від елементів живлення високої ємності; кінцеві вузли мають автономні елементи живлення;
  - автономні: ретранслятори та рядові вузли мережі мають особисті обмежені автономні джерела живлення.
3. За розрахунком строку служби мережі:
  - короткострокового функціювання: від кількох годин до кількох днів;
  - середньострокового функціювання: до кількох місяців;
  - довгострокового функціювання: до кількох років.

Найбільш поширеними є два типи систем: довгострокового функціювання із низьким рівнем латентності та стаціонарні системи довгострокового функціювання з миттєвою реакцією. Зрозуміло, що підходи, які використовуються при побудові подібних систем, розрізняються діаметрально. Найбільший інтерес представляє перший клас систем. Дослідження показують, що в цьому випадку необхідно застосовувати найбільш прості мережеві топології (зірка та кластерне дерево), складні алгоритми маршрутизації та часової синхронізації, специфічні методи розділення каналу передачі даних.

## Алгоритми маршрутизації
Для маршрутизації в бездротовій сенсорній мережі можуть використовувати:
- Мурашиний алгоритм[1];
- Бджолиний алгоритм;
- LEACH;
- інші.

## Енергоспоживання та ефективність мережі
Одним з головних вимог до БСМ є її автономність, виконати яке можна, забезпечити мінімальне енергоспоживання кожного вузла.
Для вирішення даної проблеми використовують такі методи:
- визначення і оптимізація часу включення передачі;
- багатозіркова передача, тобто відправка повідомлень через проміжні вузли замість прямої далекої передачі;
- попередня обробка і скорочення обсягу даних, необхідних для передачі.

Пристрої без внутрішніх джерел живлення можуть отримувати енергію безпосередньо з навколишнього середовища. Деякі пристрої такого роду забезпечені сонячними батареями, інші перетворюють в електроенергію механічні коливання. У випадку з бездротовими пристроями ZigBee найбільш перспективним є використання енергії радіохвиль. Енергоспоживання — ключовий параметр якості роботи БСМ, тому питання про його розрахунку при створенні подібних систем виникає одним з перших.

## Організація доступу до каналу передачі даних. Мережеві технології. Часова синхронізація
Основні особливості бездротових сенсорних мереж у порівнянні з іншими системами організованої передачі даних очевидні — малий радіус радіозв'язку окремого вузла, обмежені та невідновлювальні джерела живлення, низькі обчислювальні можливості та малий об'єм доступної пам'яті; високі вимоги до масштабування застосованих алгоритмів, адаптивність хаотичних змін топології. Усі наведені особливості накладають певні обмеження на використані у бездротових сенсорних мережах стеки протоколів у цілому та на алгоритми часової синхронізації зокрема.
Для вузлів сенсорної мережі необхідно забезпечити синхронізацію внутрішні систем тактування з глобальним часом мережі, адже кожен вузол має бути абсолютно автономним. У той же час, ємність автономних джерел живлення складає, у кращому випадку, 1-2 А/год. При цьому енергоспоживання сучасних мікросхем трансиверів, що відповідають потребам використання в сенсорних мережах, у межах прийому та передачі складає 30-80 мА, що дозволяє пристрою безперебійно працювати у активному режимі 1-3 дні. У енергозберігаючих режимах споживання пристроїв складає лише десятки наноампер або одиниці мікроампер. Проте, необхідно щоб пристрої знали очікуваний час виходу в ефір сусідніх пристроїв. Тобто необхідна чітка часова синхронізація.
Традиційні методи часової синхронізації абсолютно неприйнятні в бездротових сенсорних мережах. Адже вони орієнтовані на досягнення максимальних параметрів синхронізації за рахунок загального навантаження мережі та обчислювальної потужності окремих вузлів, а з точки зору сенсорних мереж необхідно дотримуватися лише одного критерію — найменше енергоспоживання кінцевого пристрою в складі системи.
Часова синхронізація, організація доступу до каналу передача даних напряму залежить від топології побудови мережі, адже вона накладає значні обмеження на алгоритми. Найбільш сприятливими, з енергетичної точки зору, є топології «точка-точка», «зірка» та «кластерне дерево». Основною перевагою цих топологій є те, що кожен пристрій заздалегідь знає час очікування до виходу на зв'язок своїх сусідів, оскільки їх, як правило, обмежена кількість.
Найбільш складною є мережа, побудована за топологією «кластерного дерева». Доступ до фізичного серевища передачі даних у мережах цього класу відбувається вже в синхронному режимі. Проте, є можливим розбиття суперкадру на відповідні інтервали, кожен з яких має свій тип доступу до каналу. У цьому випадку доступ до радіоканалу в мережі відбувається під керуванням координатора, який періодично передає сигнали-маяки. При цьому доступ до радіоканалу та розклад «сну» мережевих пристроїв «прив'язані» до сигналів маяків від координатора. Часовий інтервал між двома сигналами маяків від координатора розбито на дві частини: активну та неактивну. Під час неактивної частини координатор і всі інші пристрої можуть знаходитися у режимі сну. Під час активної частини координатор дозволяє доступ мережевим пристроям. Активна частина сигналу і називається суперкадром. Тривалість суперкадру поділена на два інтервали: під час першого інтервалу (CAP) надається доступ на конкурентній основі відповідно з алгоритмом CSMA/CD; під час другого (CFP) — надається доступ із часовим розподіленням. При цьому пристрій отримує доступ під час закріпленого за ним часового слота (GTS). Виділення пристрою слота відбувається координатором після попереднього запиту від пристрою МАС командою, який відправляється під час інтервалу САР. Використання алгоритму CSMA/CD за наявності синхронізації має особливості, пов'язані з прив'язкою випадкових параметрів алгоритму до інтервалів часу (слотам) САР. Якщо на поточному слоті САР приймається рішення про наявність вільного каналу, то кадр даних передається у слоті, який відрізняється від поточного за номером на перше випадкове число. Якщо прийнято рішення, що канал зайнято, спроба відновлюється на слоті, який відрізняється від поточного за номером на друге випадкове число.
У загальному випадку для мережі з топологією типу кластерне дерево наявність довгострокового періоду конкурентного доступу до каналу не є бажаним, адже може призвести до значних втрат енергії. Одним із рішень може бути відмова від подібного інтервалу або звести його період до мінімально можливої тривалості.
Розглянувши особливості можна сформувати наступні вимоги до системи часової синхронізації:
- бажано проводити часову синхронізацію в межах регулярного обміну інформацією, не використовуючи спеціальні сигнали — маяки, які підвищують завантаження мережі та енергоспоживання системи в цілому;
- синхронізацію необхідно проводити між пристроями за парами, з урахуванням затримок розповсюдження сигналу між пристроями. Затримки розповсюдження можна вважати функцією від рівня потужності сигналу;
- синхронізація повинна містити кілька етапів:
  1. початкове жорстке вирівнювання основних частот тактових імпульсів за рахунок зміни зовнішнього лічильника;
  2. точне вирівнювання протягом кількох сеансів зв'язку;
  3. коригування десинхронізації усієї ієрархії мережі, зачіпаючи координатори.

## Організація захисту даних
У більшості додатків необхідно гарантувати безпеку сенсорних мереж, особливо, коли помилка у виконанні може призвести до катастрофічних наслідків, здатним вплинути на безпеку, дану структура та суспільство в цілому. Інакше кажучи, сенсорні мережі повинні працювати у несприятливих умовах, під загрозою атаки, навіть коли деякі вузли вийдуть із ладу або вони будуть зламані.
Проте унікальні властивості сенсорних мереж ускладнюють реалізацію захисту. По-перше, вузли мережі зазвичай мають обмежені енергоресурси. У результаті стає небажаним використання таких механізмів, як криптографія з відкритим ключем на цих вузлах. По-друге, сенсорні мережі розгораються як автоматичні, таким чином піддаються фізичному впливу. Сенсорні вузли можуть бути захоплені, та будь-яка інформація на захоплених вузлах потенційно може бути відкрита загарбником. Таким чином, будь-який механізм захисту для сенсорних мереж має бути стійким до захоплених вузлів. По-третє, більшість додатків сенсорних мереж залежить від локальних обчислень та з'єднань, через обмеження енергоресурсів вузла. Однак, певний загарбник може атакувати будь-який вузол мережі та використовувати інформацію, передану з вузлів із порушеним захистом для зламу інших вузлів у даному районі. Усе це посилює дисбаланс між загрозою та захищеністю.
Атаки в сенсорних мережах:
- DOS-атака з постановкою активних радіоперешкод;
- атака із відтворенням;
- тунельна атака;
- вибіркова маршрутизація;
- фальсифікація маршрутної інформації;
- атака «розмноженням».

### Основні технології шифрування.
Забезпечення процесу керування ключами конфіденційності та аутентифікації на рівні групи складне завдання через ad-hoc типу мережі, переривчастого зв'язку та обмеження ресурсів середовища розподіленої сенсорної мережі. Використані протоколи управління ключами можуть класифікуватися як протоколи з попереднім розташуванням, арбітражною логікою, самодостатні, автономні, протоколи шифрування.
Протоколи з попереднім розташуванням дозволяють компенсувати високі витрати на передачу сенсорних вузлів через більш інтенсивні попередні початкові конфігурації. Деякі попередні конфігурації завжди необхідні, проте можуть знизити гнучкість та вплинути на безпеку.
Інші технології потребують менше початкових налаштувань. У протоколах з арбітражною логікою використовується точка централізованого розподілення ключа для встановлення та підтримки ключа в сенсорній мережі. Ця точка може бути централізованим об'єктом або може бути розподілена серед довірених вузлів. У даній категорії ієрархічні протоколи шифрування також можуть забезпечувати засоби ефективної підтримки новизни ключового матеріалу для групи.
Самодостатні автономні протоколи шифрування поширюються встановлення ключів по всій групі, іноді з використанням парних ключів.

### Споживання енергії примітивами шифрування.
Методи керування ключем потребують використання криптографічних функцій, які забезпечують конфіденційність, аутентифікацію та цілісність мережі. Вибір та розподілення криптографічних функцій по мережі впливає на споживання енергії окремих вузлів та змінює баланс енергії всієї мережі. Кількість споживаної енергії функцією безпеки на заданому мікропроцесорі головним чином визначається споживаною процесором потужністю, тактовою частотою та кількістю тактових імпульсів, необхідних процесору для розрахунку функції безпеки. Криптографічний алгоритм та ефективність використання програмного забезпечення визначають кількість тактів, необхідних для виконання функції безпеки.
Основні послуги криптографії, такі як широкомовна аутентифікація та керування ключами, є необхідною умовою для забезпечення безпеки та стійкості додатків сенсорних мереж. Інші основні послуги також потребують інтенсивного випромінювання. Наприклад, часова синхронізація, безпечне визначення місцезнаходження, захищений збір даних та робота в мережі, утворення груп, вибір головного в групі. Більше того необхідне виявлення вторгнень у сенсорну мережу, особливо через те, що необслуговувані сенсорні вузли можуть бути легко захоплені, або зламані. Дослідження у сфері безпеки сенсорних мереж швидше за все вплине на побудову самих сенсорних мереж.
Основні послуги криптографії, такі як широкомовна аутентифікація та керування ключами, є необхідною умовою для забезпечення безпеки та стійкості додатків сенсорних мереж. Інші основні послуги також потребують інтенсивного випромінювання. Наприклад, часова синхронізація, безпечне визначення місцезнаходження, захищений збір даних та робота в мережі, утворення груп, вибір головного в групі. Більше того необхідне виявлення вторгнень у сенсорну мережу, особливо через те, що необслуговувані сенсорні вузли можуть бути легко захоплені, або зламані. Дослідження у сфері безпеки сенсорних мереж швидше за все вплине на побудову самих сенсорних мереж.

## Структура типового вузла сенсорної мережі
Варто окремо роздивитися, що представляє із себе окремий вузол сенсорної мережі.
Датчик сенсорної мережі містить у собі:
1. Радіомодем, який включає в себе малопотужний приймач/передавач та мікроконтролер (МК). МК, своєю чергою, містить обчислювальне ядро, оперативну і флеш-пам'ять, EEPROM, АЦП, блок обробки переривань, певну номенклатуру інтерфейсів та ряд інших периферійних пристроїв, залежно від конкретного пристрою;
2. Вузол живлення. У ланцюгах живлення реалізовано захист від перенапруги та від переполюсовки клем. Можлива додаткова схема для подачі живлення від зовнішнього джерела;
3. Блок візуалізації для зображення поточного стану пристрою (опціонально);
4. Блок вводу для зміни режимів роботи, перезавантаження і т. д.;
5. Інтерфейсний блок, що містить порти вводу/виводу, наприклад програмування або підключення зовнішнього датчика.